# Вивід прав України 1712
«Вивід прав України» 1712  – політико-правовий трактат, автором якого вважається гетьман П.Орлик. Оригінал твору французькою мовою без підпису та дати знайшов 1922 в архіві замку Дентевіль (Франція) І.Борщак і датував його написання літом 1712 чи початком 1713. Сумніви в автентичності "В.п.У." в цілому висловлював О.Субтельний (невідомо, чи існував оригінал "В.п.У.", нині його в Дентевілі немає); у достовірності деяких його тверджень – Б.Крупницький та М.Андрусяк.
Основними темами трактату є обґрунтування суверенності Української козацької держави, створеної під час національної революції 1648–1676, на підставі договорів, укладених нею з іншими державами і тогочасного міжнародного права, а також доведення необхідності відновлення її суверенності, що була порушена Московією.
За ознакою суверенності автор трактату розрізняє держави суверенні, протекторати та поневолені, за формою правління – монархії (див. Монархізм) та республіки. Справедливим урядуванням вважає демократію, засуджує деспотію. Гетьманщину називає Україною і кваліфікує її як князівство – станову монархію з виборною пожиттєвою владою князя (гетьмана). Право поділяє на природне та людське. Суб'єктами права вважає не лише окремих осіб, а й народи. Одним із природних прав народу проголошує свободу від деспотичного правління. Апелює до міжнародного права, обґрунтовує правомірність міжнародної інтервенції для скинення правителя-деспота. Оперує геополітичними ідеями християнської політичної єдності та міжнародної рівноваги як факторами запоруки стабільності тощо. Загрозою для європейської безпеки вважає розширення Московії. Висуває ідею багатосторонніх зовн. гарантій державності Гетьманщини. Подає інтерпретацію українсько-шведського договору 1708. Його аналіз низки міжнародних договорів містить елементи фальсифікації.